# Fiji Pro
Le Fiji Pro est une étape du championnat du monde de surf qui se déroule chaque année au mois de juin à Tavarua, aux Fidji. Il a lieu sur les spots de Cloudbreak et de Restaurants.
Depuis 2014, il s'agit de la seule épreuve du circuit Championship Tour avec le J-Bay Open en Afrique du Sud à ne pas porter le nom d'un sponsor.

## Présentation
L'édition 2007 a été annulée en raison du coup d'État de décembre 2006.
Lors de l'édition 2015, l'Australien Owen Wright réalise le score parfait de 20 sur 20 à deux reprises lors du 5e tour et lors de la finale. Il devient ainsi le premier surfeur de l'histoire à réaliser deux scores parfaits lors d'une même compétition dont une fois en finale.

## Palmarès

### Hommes
| Année                     | Vainqueur      | Score | Finaliste(s)   | Score(s) |
| ------------------------- | -------------- | ----- | -------------- | -------- |
| 1999                      | Mark Occhilupo | 20.25 | Victor Ribas   | 17.80    |
| 2000                      | Luke Egan      | 19.15 | Ricardo Duarte | 18.00    |
| Quiksilver Pro Cloudbreak |                |       |                |          |
| 2002                      | Michael Lowe   | 25.70 | Shea Lopez     | 23.05    |
| 2003                      | Andy Irons     | 19.00 | Cory Lopez     | 13.83    |
| Quiksilver Pro Fiji       |                |       |                |          |
| 2004                      | Damien Hobgood | 19.90 | Andy Irons     | 18.96    |
| 2005                      | Kelly Slater   | 19.33 | C. J. Hobgood  | 15.16    |
| Globe Pro Fiji            |                |       |                |          |
| 2006                      | Damien Hobgood | 15.40 | Shaun Cansdell | 10.50    |
| 2008                      | Kelly Slater   | 16.67 | C. J. Hobgood  | 13.27    |
| Volcom Fiji Pro           |                |       |                |          |
| 2012                      | Kelly Slater   | 18.16 | Gabriel Medina | 10.87    |
| 2013                      | Kelly Slater   | 19.80 | Mick Fanning   | 15.87    |
| Fiji Pro                  |                |       |                |          |
| 2014                      | Gabriel Medina | 18.40 | Nat Young      | 14.77    |
| 2015                      | Owen Wright    | 20.00 | Julian Wilson  | 7.84     |
| 2016                      | Gabriel Medina | 15.60 | Matt Wilkinson | 6.34     |
| 2017                      | Matt Wilkinson | 16.60 | Connor O'Leary | 15.70    |

### Femmes
| Année | Vainqueur           | Score | Finaliste(s)        | Score(s) |
| ----- | ------------------- | ----- | ------------------- | -------- |
| 2001  | Megan Abubo         |       | Melanie Redman-Carr |          |
| 2002  | Melanie Redman-Carr |       | Heather Clark       |          |
| 2003  | Keala Kennelly      |       | Heather Clark       |          |
| 2004  | Sofía Mulánovich    |       | Rochelle Ballard    |          |
| 2005  | Sofía Mulánovich    |       | Layne Beachley      |          |
| 2006  | Melanie Redman-Carr |       | Layne Beachley      |          |
| 2014  | Sally Fitzgibbons   | 9.00  | Stephanie Gilmore   | 8.73     |
| 2015  | Sally Fitzgibbons   | 18.56 | Bianca Buitendag    | 14.40    |
| 2016  | Johanne Defay       | 17.10 | Carissa Moore       | 10.70    |
| 2017  | Courtney Conlogue   | 8.74  | Tatiana Weston-Webb | 5.53     |